# Conchopus mamuthus
Conchopus mamuthus är en tvåvingeart som beskrevs av Sadao Takagi 1965. Conchopus mamuthus ingår i släktet Conchopus och familjen styltflugor. Inga underarter finns listade i Catalogue of Life.